# Children of Men
 Children of Men és una pel·lícula de ciència-ficció anglo-estatunidenca escrita i dirigida per Alfonso Cuarón, adaptació de la novel·la homònima de P.D. James, estrenada el 2006. Situa l'espectador al cor d'una distopia en un Regne Unit presa del caos. En un món destrossat per les pandèmies, les guerres i el terrorisme, la totalitat de les dones s'han convertit en estèrils, portant així la humanitat a l'extinció.

## Argument
En un futur proper, els humans ja no poden tenir fills. L'ésser humà més jove a la Terra mor. És el 16 de novembre de 2027, i surt a tots els mitjans de comunicació del món l'homicidi del que s'anomenava «bebè Diego». Amb divuit anys, era la persona més jove sobre la Terra i l'últim nen empadronat.
Theo Faron, un vell activista polític que s'ha convertit en funcionari, sembla poc afectat per aquesta notícia mentre que el món plora el jove. Marxa d'un cafè a Londres just abans que una bomba polvoritzi l'establiment. El govern acusa els «Peixos» (Fishes), un grup terrorista que combat pel dret dels immigrants. Commogut per l'explosió, Theo ret visita el seu amic, Jasper Palmer, un antic dibuixant de premsa, que viu al camp, i compartint el seu temps entre la cultura del cànnabis i l'assistència a la seva dona catatònica, una antiga fotògrafa de guerra, torturada pel govern.

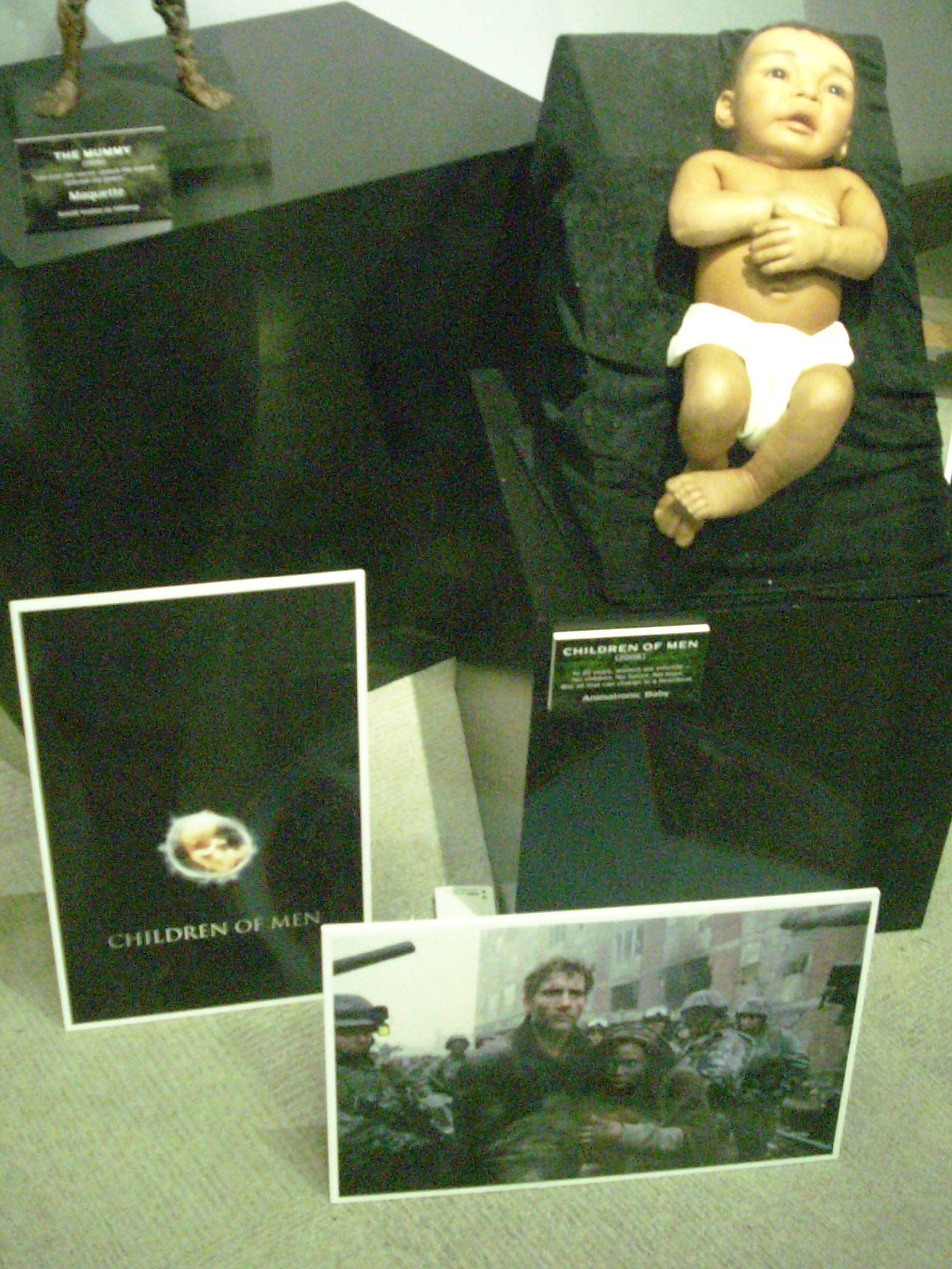
Fals bebè utilitzat per a l'escena del part

A la seva tornada a Londres, Theo és segrestat pels Peixos, dirigits per la seva ex-dona Julian Taylor. El seu fill, Dylan, ha mort en una pandèmia de grip de 2008. Julian ofereix 5000 £ a Theo a canvi d'un passi per a una jove refugiada africana anomenada Kee. Per obtenir-lo, Theo ret visita el seu cosí Nigel, un ministre ben col·locat en el govern i responsable de l'«Arc de les Arts» (Ark of Arts), un edifici on són emmagatzemades les obres supervivents del caos que s'ha apoderat de la Terra. Theo aconsegueix obtenir-lo però es veu obligat d'acompanyar Kee en el seu periple. Luke, un membre dels Peixos, condueix Theo, Julian, Kee i una dona, Miriam. Al primer checkpoint del seu viatge són atrapats en una emboscada i Julian és mortalment ferida al coll. Perseguits per la policia, troben refugi en una granja aïllada on Luke és nomenat nou líder dels Peixos.
Kee revela llavors a Theo el perquè del seu periple: és la primera dona embarassada des de fa divuit anys. Julian i els Peixos tenen per objectiu confiar-la a «Renaixement Planetari» (Human Project), un grup de científics secretament ubicat a les Açores i l'objectiu del qual és de cuidar la infertilitat. Kee reconeix que és l'únic en qui té confiança perquè Julian també li feia confiança. Li proposa portar-lo a la trobada de Renaixement Planetari però s'atura, dubtant de l'existència de tal grup. Després de la mort de Julian, Luke suggereix a Kee quedar-se amb els Peixos fins al seu part. Theo li aconsella anar a un hospital però els Peixos contesten que el govern li prendrà el seu bebè amb finalitats polítiques. La jove dona accepta aquest últim suggeriment i tots van a dormir.
Just abans de l'alba, Theo és despertat per crits, s'aixeca i descobreix que Luke és responsable de l'emboscada i ha fet assassinar Julian per Patric, un membre dels Peixos, i el seu còmplice, ferit en l'emboscada. Això tenia per objectiu permetre-li guardar el bebè de Kee i servir-se'n com a eina de propaganda i símbol per a la rebel·lió. Theo espera igualment que s'ordeni matar-lo. Trobarà Kee i s'escapa amb ella i Miriam cap al refugi de Jasper, amb els Peixos perseguint-los. Miriam explica que la cita amb Renaixement Planetari és prevista en un vaixell, el Tomorrow, al camp de refugiats de Bexhill. Jasper els proposa un pla per infiltrar-se al camp amb l'ajuda de Syd, un policia corromput a qui ven cànnabis.
Els Peixos arriben finalment a la casa de Jasper, tanmateix ben amagada al bosc, i aquest últim els reté mentre Theo, Kee i Miriam fugen. És mort de sang freda per Luke quan es nega a dir quina direcció han pres els fugitius. El punt de trobada amb Syd és una escola abandonada. Els condueix a Bexhill fent-los passar per a presoners. Allà, són portats en un bus on Kee comença a tenir contraccions. Atreu l'atenció d'un guarda però Miriam se sacrifica distraient-lo amb falsos encantaments religiosos. Surt manu militari del vehicle. Theo i Kee, sols, troben Marichka, el seu contacte a Bexhill, que els proveeix una cambra. Kee hi parirà durant la nit. L'endemà, Syd, que els ha de portar al vaixell, intenta agafar el nen però Kee i Theo aconsegueixen fugir amb l'ajuda de Marichka. Hi han trets al camp i el govern es prepara a enviar els tanc. Els Peixos aconsegueixen entrar a Bexhill i capturen Kee i el seu bebè.
Marichka i Theo són separats i persegueix sol els Peixos dins d'un immoble assetjat per l'exèrcit britànic. Troba Kee al mig d'un tiroteig on són agafats Luke i Patric. Theo arrenca Kee de les mans de Luke que li dispara. Ferit i sostenint Kee, Theo intenta marxar de l'immoble. Els plors del bebè deixen els ocupants de l'edifici sense saber què fer. Els soldats, que entren a l'edifici, descobreixen el nen i els trets paren. Theo i Kee surten, passant davant els soldats i els rebels, en un alto el foc tàcit. A penes han marxat, un coet cau i es reprenen els combats.
Troben Marichka, que els condueix a una barca per arribar al Tomorrow, però es nega a acompanyar-los. Els avions de caça arriben a Bexhill i bombardegen el camp. Theo rema fins al punt de trobada i s'enfonsa. Kee veu llavors sang a la barca i creu que està ferida. Però Theo explica que és ell qui sagna, havent rebut un tret disparat per Luke. Kee decideix anomenar la seva filla Dylan, com el fill mort de Theo i Julian. Theo perd la consciència. Llavors el Tomorrow sorgeix de la boira i es prepara a recuperar-la amb el seu fill...

## Repartiment
- Clive Owen: Theo Faron, vell activista polític, convertit en funcionari, ex-marit de Julian Taylor
- Julianne Moore: Julian Taylor, un dels líders dels Peixos, moviment rebel, ex-dona de Theo Faron
- Michael Caine: Jasper Palmer, antic cartellista polític, convertit en conreador de cànnabis, amic de Theo Faron, casat amb Janice
- Claire-Hope Ashitey: Kee, jove immigrada a priori d'origen ghanès,[1] primera dona embarassada des de fa divuit anys
- Chiwetel Ejiofor: Luke, membre dels Peixos
- Charlie Hunnam: Patric, membre dels Peixos, guardaespatlles de Luke
- Peter Mullan: Syd, policia corromput que trafica amb el cànnabis de Jasper Palmer en els camps de refugiats
- Pam Ferris: Miriam, llevadora, amiga de Kee
- Danny Huston: Nigel, ministre ben situat, cosí de Theo Faron
- Oana Pellea: Marichka, zíngara que viu al camp de refugiats de Bexhill
- Philippa Urquhart: Janice, antiga fotògrafa de guerra que ha quedat catatònica a conseqüència de les tortures del govern, dona de Jasper Palmer
- Paul Sharma: Ian
- Jacek Koman: Tomasz
- Maria McErlane: Shirley
- Michael Haughey: Senyor Griffiths, patró de Theo Faron
- Michael Klesic: Rado
- Ed Westwick: Alex, fill de Nigel
- Juan Gabriel Yacuzzi: Diego Ricardo, el més jove ésser humà
- Tehmina Sunny: Zara
- Martina Messing: Birgit
- Gary Hoptrough: Simon
- Maurice Lee: Samir
- Denise Mack: Emily
- Faruk Pruti: Sirdjan
- Dhafer El Abidine: Zaphyr

## Producció

### Guió

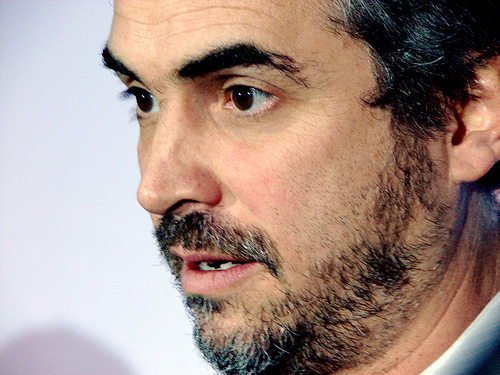
El director Alfonso Cuarón a l'estrena la pel·lícula a Ciutat de Mèxic

L'adaptació de la novel·la de P.D. James va ser escrita en un principi per Paul Chart i, més tard, reescrita per Mark Fergus i Hawk Ostby. Els productors Hilary Shor i Tony Smith, que desenvolupa el projecte, inclouen Alfonso Cuarón el 2001. Aquest últim, amb la col·laboració del guionista Timothy J. Sexton, va començar una nova reescriptura del guió des del final del precedent rodatge del director. No volent fer una simple il·lustració del llibre, Alfonso Cuarón només havia llegit un resum, sabent que Timothy J. Sexton l'havia llegit completament
La producció no ha estat llançada directament, ja que Alfonso Cuarón va marxar a un altre projecte Aquest rodatge, acceptat sobre la marxa, li ha permès, segons ell, adaptar-se més fàcilment de Children of Men a les realitats d'un rodatge al Regne Unit, ja que es tractava d'un projecte britànic
En el l'elaboració del guió i de la producció, Alfonso Cuarón va utilitzar com a model de societat en reconstrucció la pel·lícula La Batalla d'Alger de Gillo Pontecorvo (1967), que va ensenyar al seu actor principal Clive Owen per expressar la seva visió de la pel·lícula. En l'aspecte filosòfic i social, el director ha llegit l'obra de Slavoj Žižek i d'altres treballs en el mateix sentit. Es va inspirar igualment en la pel·lícula Sunrise: A Song of Two Humans de Friedrich Wilhelm Murnau (1927). D'on vindrà, potser les seves ganes de realitzar nombrosos plans-seqüència per a la pel·lícula.

### Càsting

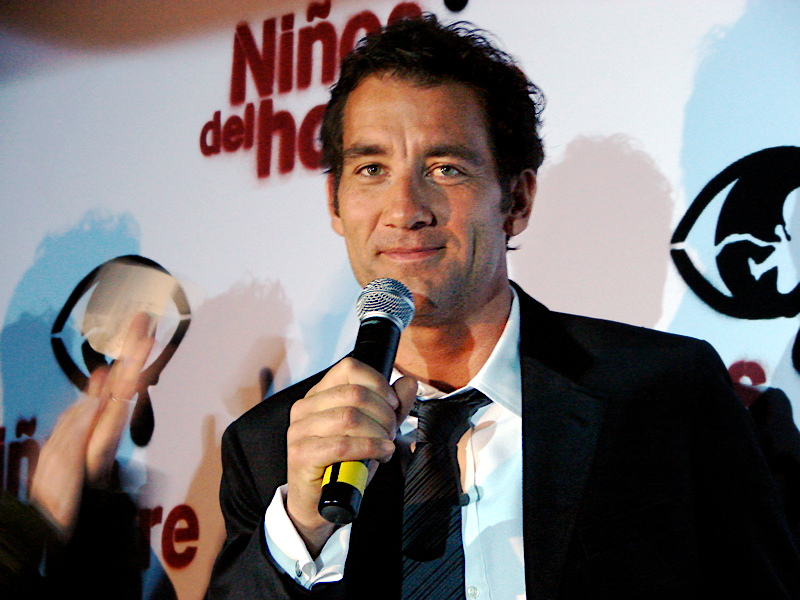
Clive Owen a l'estrena la pel·lícula a Ciutat de Mèxic

Clive Owen, d'altra banda un admirador del cineasta que considera original, viu i talentós, ha estat escollit l'abril de 2005 i ha passat diverses setmanes col·laborant amb Alfonso Cuarón i Timothy J. Sexton per elaborar el seu paper.
Impressionats per la seva implicació creativa, els guionistes de la pel·lícula han treballat amb ell sobre el conjunt del guió. Així, va proposar un cert nombre d'escenes al director.
Julianne Moore va ser escollida el juny 2005. Michael Caine declara haver basat la seva interpretació de Jasper Palmer en John Lennon. Es tracta d'un paper de composició total per a Michael Caine, que mai no havia tingut altre paper semblant a aquest en la seva llarga carrera. Afegeix que, des d'aquest instant, l'actor creia de manera sincera ser Jasper. Es pot igualment veure en aquest personatge un homenatge a Schwartz (Mort Mills) a la pel·lícula d'Orson Welles, Touch of Evil (1958). En efecte, Jasper diu Theo amigo com ho feia Schwartz cap a Ramon Miguel Vargas (Charlton Heston) a la pel·lícula.
El paper de Kee (Claire-Hope Ashitey) ha estat creat per Alfonso Cuarón, marcat per la teoria segons la qual tots els éssers humans venen d'avantpassats africans i per l'estatus de persona desfavorida. Així, el fill de la immigrant africana reescriuria la història esdevenint l'origen del renaixement de la humanitat.
Charlie Hunnam va ser escollit per Alfonso Cuarón, ja que aquest havia apreciat la seva actuació a Cold Mountain d'Anthony Minghella.

### Desenvolupament de l'univers
El segon pla del guió és desenvolupat a través d'extractes de publicitats, dels diaris en paper i dels telenotícies visibles a la pel·lícula. Entre els fets històrics citats, trobem:
- Una taxa d'infertilitat mundial d'un 25% el desembre de 2008, l'últim naixement el 21 de juny de 2009.
- La destrucció pel foc nuclear de Nova York, d'una gran part de l'Àfrica i del Kazakhstan.
- L'ocupació militar de Cincinnati.
- L'entrada en el mercat de «drogues de fertilitat» factícies i mortals al costat de medicaments legals com nous anti-depressius (Niagra' Bliss) i kits de suïcidis (Quietus).
- La vigilància augmentada de les mesquites britàniques per les forces de policia.
- El bombardeig dels pous de petroli saudites, posant en perill el proveïment mundial.
- La reconversió de les ciutats del sud d'Anglaterra en camps de refugiats (article datat de l'11 febrer de 2020).
- La negació pel Primer Ministre britànic d'actes de tortures fetes a iniciativa del seu govern.
- La prohibició de tota immigració amb destinació al Regne Unit.
- El tancament de l'eurotúnel.

### Anàlisi de la pel·lícula

#### Fotografia: l'art del pla-seqüència
La pel·lícula utilitza nombrosos plans seqüència en els quals tenen lloc accions complexes. Els més llargs són els següents.:
- l'emboscada amb cotxe (3 min 58);
- el part de Kee (3 min 11);
- l'escena on Theo evoluciona en un teatre de guerrilla urbana al camp de Bexhill (6 min 18).

Aquesta mena de plans, molt delicats de rodar, utilitzen de vegades, a Children of Man, enllaços per preservar la continuïtat. Així, segons Frazer Churchill, supervisor dels efectes visuals, el pla-seqüència de la batalla final ha estat efectuat en cinc preses. Igualment, el pla-seqüència de l'emboscada ho ha estat en sis i sobre tres llocs diferents. Segons el director Alfonso Cuarón, l'essencial era sobretot conservar la percepció d'una coreografia fluida a través de les peces del que es podria dir un trencaclosques.
Aquest ja havia experimentat les llargues preses a Y tu mamá también. El seu estil és influenciat per una de les seves pel·lícules favorites, la pel·lícula suïssa Jonas que tindrà 25 anys en l'any 2000, d'Alain Tanner (1976), que va veure quan era estudiant. En aquell moment, s'interessava per la Nouvelle vague i apreciava la sobrietat, els primers plans, l'elegància i la lentitud dels moviments de càmera.
El pla-seqüència on Clive Owen entra en un edifici assetjat ha estat preparat durant catorze dies i ha estat rodat en cinc hores. Al final d'aquest pla, sang esquitxa la càmera. Aquest detall ha estat conservat per Alfonso Cuarón per consell del seu director de fotografia, Emmanuel Lubezki. Segons Clive Owen, una de les principals dificultats d'aquest gènere de pla ha estat que tot i que eren molt preparats havien de semblar haver estat sotmesos en el foc en l'acció.
Al començament del projecte, la primera idea d'Alfonso Cuarón per mantenir la continuïtat ha estat considerada com irrealitzable pels experts de la producció. En efecte, sortint del rodatge de Harry Potter i el pres d'Azkaban, havia suggerit utilitzar efectes especials. El seu director de fotografia es va negar categòricament a filmar Children of Man com un documental en viu. Doggicam Systems, per exemple, va haver de concebre un braç especial per portar la càmera i així, permetre al director rodar l'escena al cotxe. Un vehicle ha hagut de ser modificat per permetre desplaçar la càmera sense obstacles. Un equip de quatre persones es va apostar sobre el sostre del cotxe per rodar l'escena, entre els quals Emmanuel Lubezki i un operador de càmera.
En aquesta seqüència, una emboscada seguida d'una persecució, els actors no van ser previnguts de l'arribada en massa de figurants agressius. Segons el director, que volia les emocions més naturals possibles, Julianne Moore estava aterroritzada, Clive Owen ha tingut por d'haver ferit l'acròbata en moto que l'atacava i Chiwetel Ejiofor ha estat ferit a la cara per una trencadissa de vidres.
Timothy Webber, de la societat d'efectes especials Framestore Cfc, ha estat responsable, per la seva part, del pla-seqüència del part durant tres minuts i trenta segons; i alhora a nivell de l'escenificació, però també de l'afegitó del nounat en imatges de síntesi. El director desitjava inicialment utilitzar un bebè en animatrònica a excepció de l'escena del naixement del nen. Al final, han estat fetes dues preses. En la segona, les cames de Claire-Hope Ashitey van ser reemplaçades per pròtesis. Alfonso Cuarón, satisfet del resultat obtingut per les tres dimensions, ha decidit doncs reemplaçar el bebè en animatronica per un en imatges de síntesi de Framestore CFC.
Per a Clive Owen, la sofisticació dels moviments de càmera utilitzats per a aquests plans permeten alhora als actors i als espectadors d'oblidar-la i de comprometre'ls totalment en l'escena.

#### Temes i referències

##### Massacres, tortures i atemptats

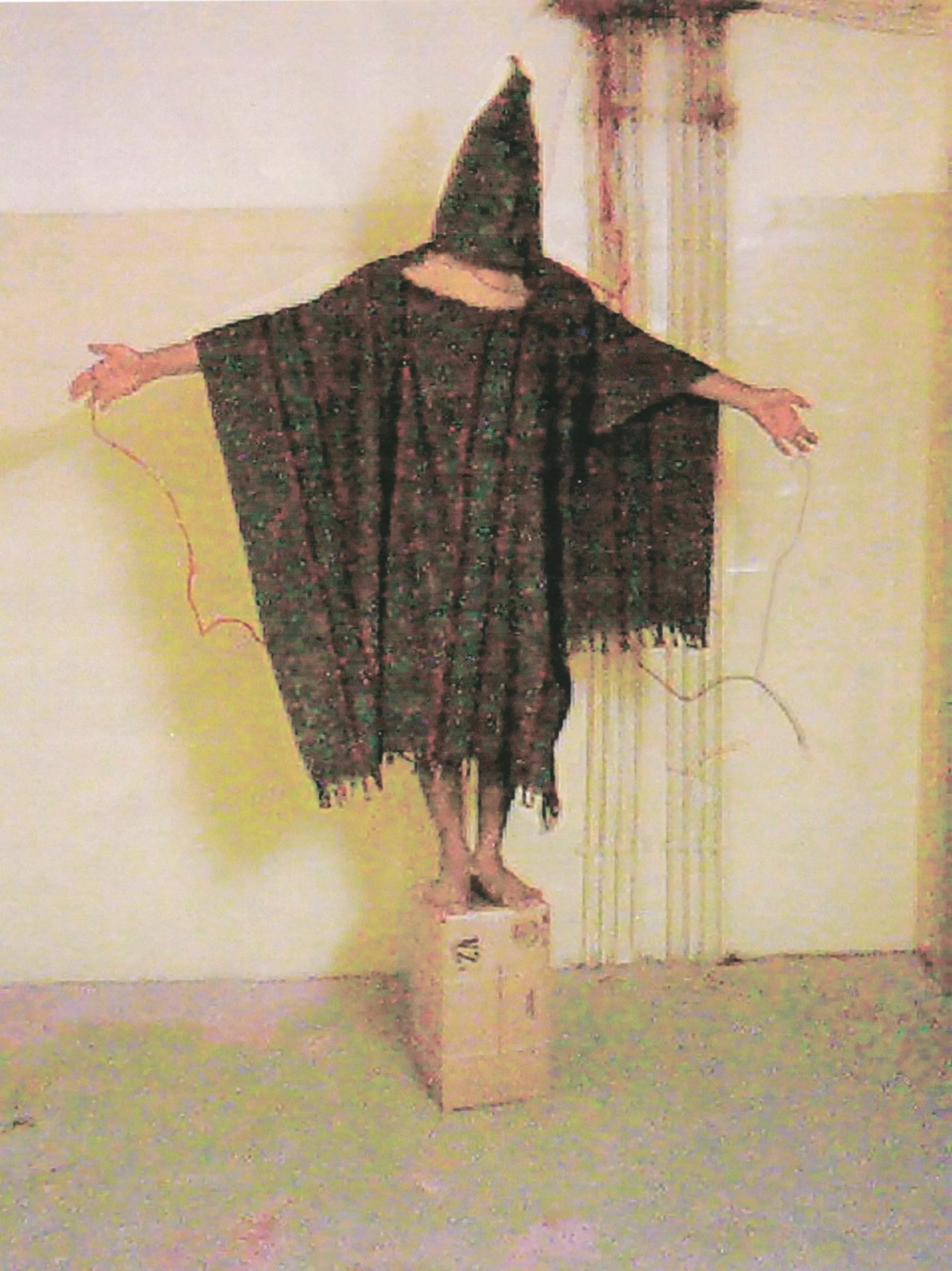
L'home encaputxat de la Presó d'Abu Ghraib la col·locació del qual és represa a la pel·lícula

Quan Miriam ha sortit del bus a l'entrada a Bexhill, se sent la cançó Arbeit macht frei de les Libertines. Aquest títol de cançó fet referència a la divisa escrita a l'entrada dels camps d'extermini nazis. El tractament dels immigrants a la pel·lícula, a través d'això i a través dels mètodes amb els quals són acorralats i són empresonats (gàbies...), recorda clarament l'Holocaust. Hi ha també una altra referència a les atrocitats nazis quan, a l'Arc dels Arts, Nigel sopa davant la tela Guernica', de Pablo Picasso, que representa la massacre de més de 1.600 civils amb un bombardeig nazi a la ciutat de Guernica en la guerra Civil Espanyola. En una de les últimes escenes de la pel·lícula és interpretada la famosa composició musical de Krzysztof Penderecki, Thrène a la mémoire des victimes d'Hiroshima. Aquesta composició musical ret homenatge a les víctimes del bombardeig de la ciutat japonesa d'hiroshima en el context de la segona Guerra Mundial, que porta a la capitulació del Japó i va fer de cop 70.000 víctimes, segons el Departament de l'Energia dels Estats Units.
La descripció dels camps de refugiats fan referència a esdeveniments contemporanis: Miriam és encaputxada a Bexhill i té la mateixa col·locació que un dels presoners víctima de les tortures de la Presó d'Abu Ghraib la foto del qual ha estat massivament difosa. S'hi evoca també la Presó de Guantánamo o inclús la Presó de Maze Segons alguns, la pel·lícula dona igualment una ressonància als atemptats de l'11 de setembre de 2001
També es pot destacar una similitud amb la cobertura en cinema directe de la Guerra de l'Iraq. Es troben també nombroses referències als moviments islamistes moderns, sobretot a través del terme intifada, grafits en àrab mal ortografiat sobre alguns murs. A més, s'assisteix, en el la pel·lícula, a una processó d'homes amb benes verdes tirant amb armes automàtiques i escandint les paraules Allahu Akbar com un preludi a la revolta del camp de Bexhill. Es tracta aquí d'una referència precisa a Hamàs i al conflicte israelo-palestí.
Alfonso Cuarón declara haver intentat, tant com ha pogut, creuar les referències. Per exemple, quan Theo surt dels pisos russos, una dona té el cos del seu fill. Fa alhora referència a una foto cèlebre d'un conflicte als Balcans i a la Pietà de Michelangelo Buonarroti, a qui ja havia fet referència a la pel·lícula, a través del seu David.

##### La revolució, la discussió

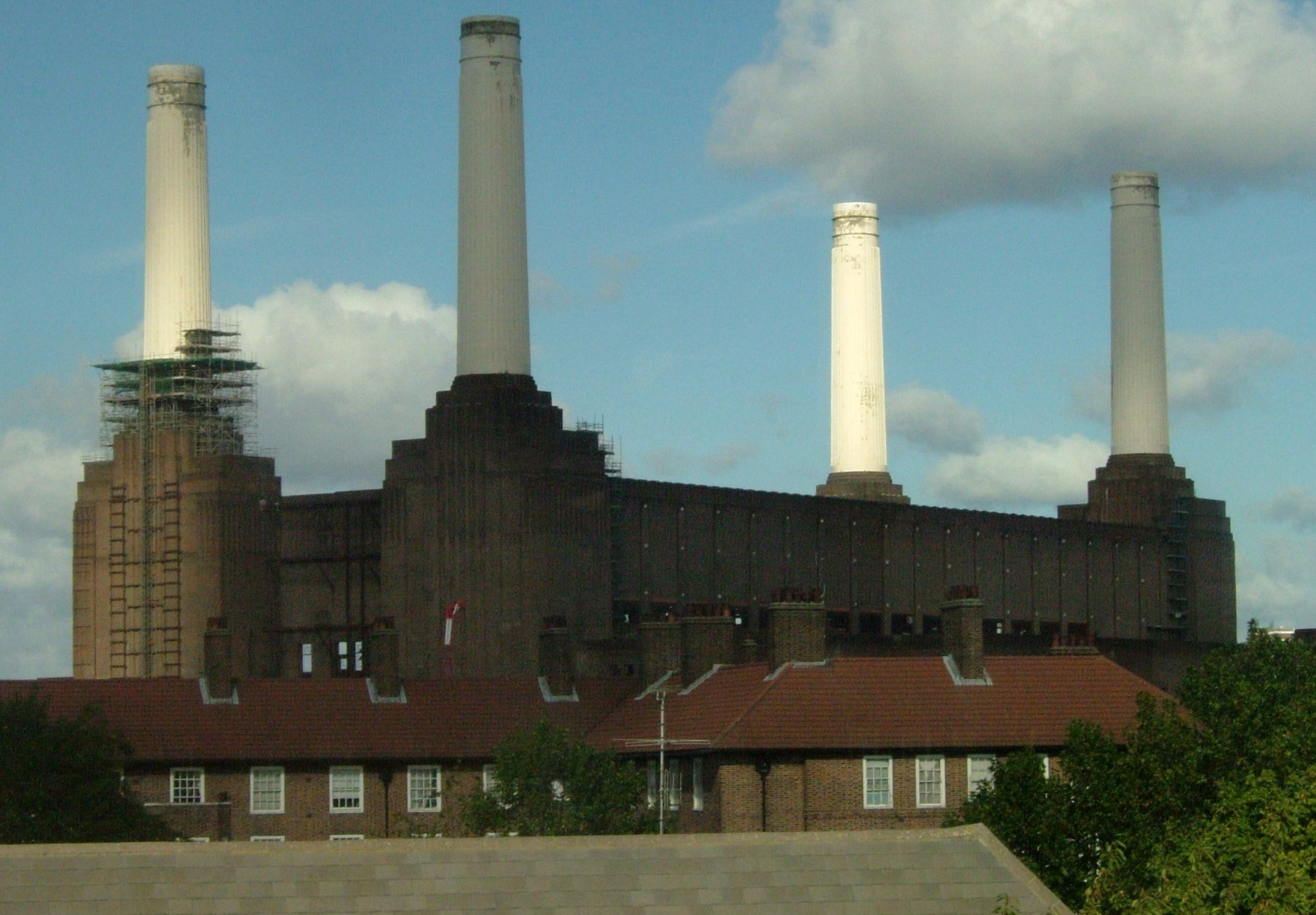
La Battersea Power Station

Durant la visita de Theo al seu cosí, es pot veure un dirigible en forma de porc flotant sobre la Battersea Power Station. Aquest pla és una referència a la coberta de l'àlbum Animals dels Pink Floyd referència al llibre La rebel·lió dels animals de George Orwell. Sobre aquesta mateixa central elèctrica, es pot veure una de les nombroses picades d'ull de la pel·lícula als artistes guerrillers, un moviment d'artistes compromesos. L'un d'ells, l'estarcitista britànic Banksy, ha treballat sobre la pel·lícula i més precisament sobre dues pintures murals. Una d'elles és la d'un nen mirant una botiga i l'altre, la de la central, representa dos policies abraçant-se. Els artistes gràfics són també honorats en aquesta pel·lícula, ja que Jasper és un antic cartoonista polític de renom jubilat. Es poden veure els seus dibuixos quan és amb en Theo. Els dibuixos han estat realitzats per Steve Bell. Ninotaire famós, però ben real, que treballa per a The Guardian. Sobre aquesta mateixa central elèctrica, es pot veure una de les nombroses picades d'ull de la pel·lícula als artistes guerrillers, un moviment d'artistes compromesos. L'un d'ells, l'estarcitista britànic Banksy, ha treballat sobre la pel·lícula i més precisament sobre dues pintures murals. Una d'elles és la d'un nen mirant una botiga i l'altre, la de la central, representa dos policies abraçant-se. Els artistes gràfics són també honorats en aquesta pel·lícula, ja que Jasper és un antic ninotaire polític de renom jubilat. Es poden veure els seus dibuixos quan és amb en Theo. Els dibuixos han estat realitzats per Steve Bell.
Per a Alfonso Cuarón, la pel·lícula es pot veure més com tractant els problemes de comunicació entre els éssers i inscriure's en una trilogia amb dues altres pel·lícules de directors mexicans estrenades el mateix any: El laberinto del fauno de Guillermo del Toro i Babel d'Alejandro González Iñárritu.

##### L'esperança
Children of Man fa de l'esperança un dels seus temes principals des de la primera frase del tràiler per una rèplica de Theo Faron.
Posa igualment aquest tema en relació amb el de la fe que s'enfronta aquí a la futilitat. i a la desesperació En l'aspecte simbòlic, la desesperació és representada amb el logotip de la pel·lícula: un fetus dins d'un ull vessant una llàgrima, el color vermell evocant potser la sang.
La causa de la infertilitat mai no és explicada ni qun s'evoca una destrucció mediambiental o inclús un càstig diví. Quan surt la pel·lícula, la comunitat científica parla justament dels efectes dels pertorbadors endocrins sobre la fertilitat masculina. Aquest desenfocament ha estat voluntàriament cultivat per Alfonso Cuarón, que es nega a donar totes les claus a l'espectador La novel·la origen de la pel·lícula descriu el que es produeix quan una població ja no es pot reproduir i ho explica per la infertilitat dels homes. La pel·lícula atorga aquesta a les dones. Kee, la jove africana, representa doncs l'última esperança de la humanitat. El tema de la infertilitat apareix llavors com la metàfora de la pèrdua d'esperança dels homes i el bebè de Kee, com un símbol de renaixement i de redempció
Per a Alfonso Cuarón, Theo Faron encarna la part d'humanitat de la pel·lícula, la seva esperança és justament «amagada sota un maquillatge d'immobilitat».
Segons el director, el final de la pel·lícula permet a cada espectador donar un sentit a l'esperança suscitada per les escenes finals. Segons ell, una persona optimista hi veurà molta esperança mentre que una persona pessimista hi veurà alguna cosa totalment desesperant. Ha sentit, per aquesta pel·lícula, no presentar una «visió pessimista del futur sinó una versió realista del present».

##### Aspectes llegendaris i religió
Children of Man és descrit pel seu director com una pel·lícula mirall a la seva pel·lícula Y tu mamá también. Són tots dos road movies. Es pot comparar Children of Man, en la seva guió, en una odissea heroica clàssica com l'Eneida, de Virgili, La Divina Comèdia, de Dante, o també Els contes de Canterbury, de Chaucer, on els passatges claus s'han de buscar a la carretera més aviat que en el resultat. És un recorregut iniciàtic pel camí de la consciència i per a Theo, més particularment, un viatge gairebé místic de la desesperació cap a l'esperança.
El títol, d'entrada, formula la religió com a tema important de la pel·lícula, ja present al llibre homònim. El tema de la pel·lícula apareix en efecte com l'al·legoria del salm cristià 90 de la Bíblia del Rei Jaume del qual heus aquí el tercer versicle.:
| « | Tu redueixes els mortals a pols i dius: Torna, fill de l'Home! | » |

P.D. James descriu la seva novel·la com una «faula cristiana». mentre que Alfonso Cuarón no concep la seva pel·lícula com «una mirada sobre el cristianisme» i no exclou l'espiritualitat: no s'interessa pels dogmes.
La simbologia cristiana és omnipresent a la pel·lícula. Per exemple, els terroristes britànics s'anomenen els «Peixos» que són un símbol principal del cristianisme. El nom de l'heroi, Theo significa d'altra banda «Déu».
Havent estat estrenada la pel·lícula el dia de Nadal als Estats Units, Kee i Theo han estat comparats a Josep i Maria i la pel·lícula qualificada de «relat de la nativitat contemporania». A més, el fet que Kee estigui embarassada és revelat a Theo en un estable és una al·lusió a l'escena de la nativitat. En això, s'afegeix el fet que, quan els altres personatges veuen Kee i el seu bebè, pronuncien el nom de Jesucrist o fan el senyal de la creu. En un moment donat, Kee, de broma diu que està embarassada però és verge, referència directa a la Immaculada Concepció. A més a més, el tema de la dona estèril que queda embarassada retorna a un altre relat de l'evangeli, el d'Elisabeth, cosina de Marie estèril però no obstant això embarassada de Joan Baptista.
Per subratllar aquests temes espirituals, Alfonso Cuarón ha encarregat una peça musical de quinze minuts al compositor britànic John Tavener, cristià ortodox, el treball del qual ha tingut com a temes: la maternitat, el naixement, el renaixement i la redempció als ulls de Déu. El nom de la peça és  Fragments of a Prayer  (Fragments d'una oració).
El lèxic religiós està igualment molt utilitzat, en un vast sincretisme, al llarg de la pel·lícula.:
- mata (mare en sànscrit) ;
- va tapar (mare en sànscrit);
- pahi mam (em protegeix en sànscrit);
- avatar (salvador en sànscrit);
- alleluia (de l'hebreu).[47]

Finalment, de resultes de les últimes escenes i dels crèdits, hi ha una pregària hindú per la pau en sànscrit: Shantih shantih shantih. Es troben també aquestes paraules al final d'un upanixad i a l'última línia del poema de T. S. Eliot: La Terra Vana. Les oracions i les invocacions són d'altra banda nombroses al llarg de la pel·lícula, sobretot a través del personatge de Miriam.

##### Un futur proper
Alfonso Cuarón ha demanat al departament artístic que posicioni la pel·lícula com un «anti-Blade Runner», la pel·lícula de Ridley Scott (1982), rebutjant tota proposició de tecnologia avançada i minimitzant els elements de ciència-ficció presents en l'any 2027.
El director s'ha basat en imatges reflectint la nostra època, escollint afegir tecnologies innovadores a partir d'una inflexió de la línia del temps el 2014. El que l'interessava en aquesta pel·lícula, no era «deixar-se distreure pel futur», sinó de «transportar el públic a una altra realitat»
Així, a la torre de Bexhill, Theo porta una samarreta dels Jocs olímpics de Londres de 2012; la majoria dels cotxes utilitzats en el la pel·lícula són cotxes actuals d'aspecte futurista (el Renault Modus, el Renault Avantime, el Renault Mégane II i el Fiat Multipla) o més antics com per exemple el CX break de Jasper Palmer, al capot i al darrere redibuixats. La voluntat de crear una pel·lícula d'anticipació creïble és marcada des del començament de la pel·lícula, quan Theo baixa del tren, els soldats britànics porten el fusell experimental XM8.
D'altra banda, la pel·lícula s'apodera de temàtiques actuals com la immigració i l'oposició a aquesta, que queden profundament d'actualitat al Regne Unit i en altres societats occidentals. Aquest tema alimenta el segon pla de la pel·lícula i pot fer pensar en les ones d'ecorefugiats previstes per una part de la comunitat científica en els decennis que han de venir

### Rodatge

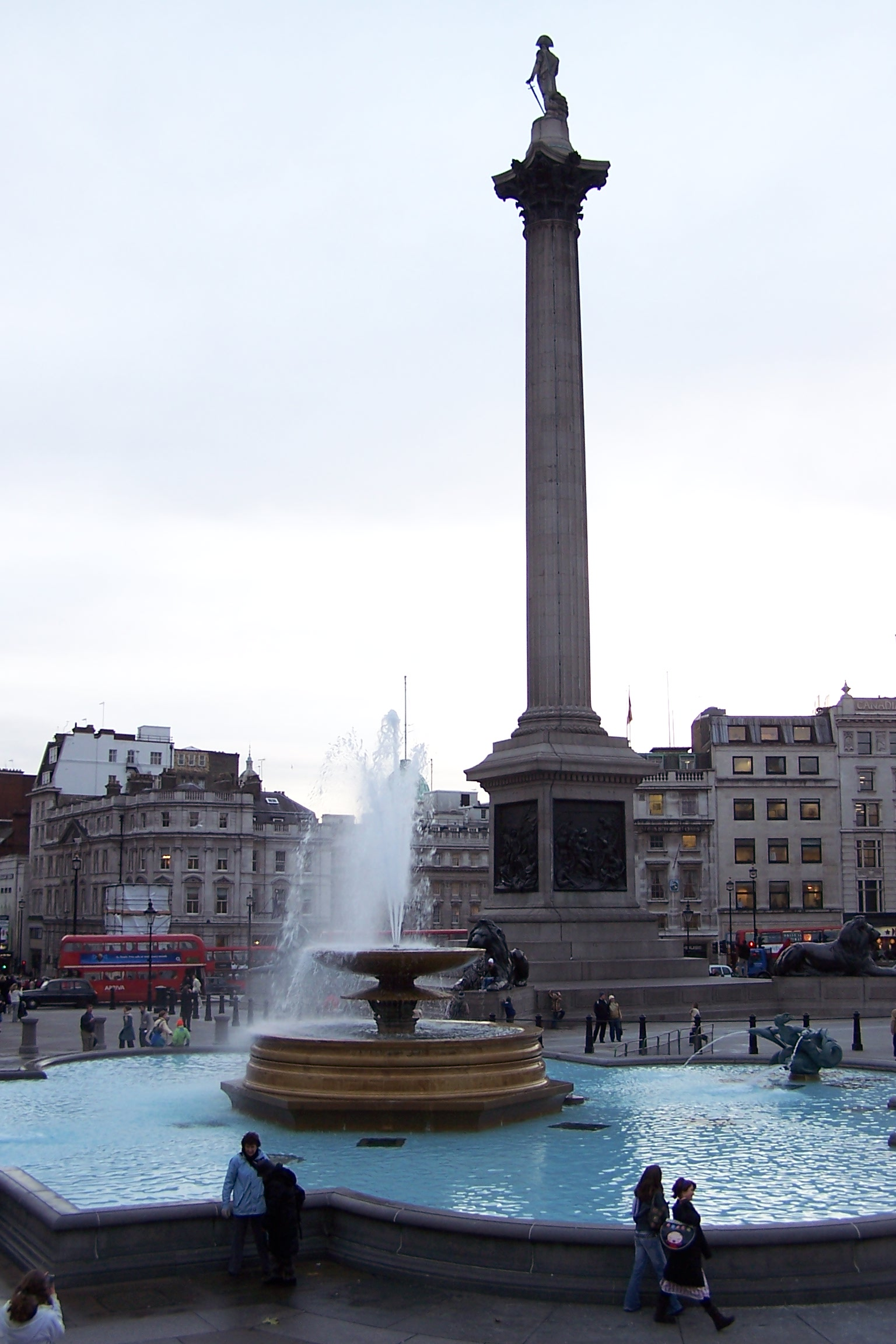
Trafalgar Square

Per construir el seu món futurista, un Londres amb la pàtina de 2027, ha utilitzat com a referència la pel·lícula  A Clockwork Orange de Stanley Kubrick (1971). Children of Man és la segona pel·lícula del director rodada a Londres, va decidir fer de la ciutat un personatge a part. Quan Alfonso Cuarón estava preparant la pel·lícula van tenir lloc els Atemptats de Londres. Es va negar llavors a marxar de la ciutat de la qual la pel·lícula no es podia dissociar. No obstant això, l'escena de l'atac terrorista sobre Fleet Street es va de rodar un mes i mig després de l'esdeveniment.

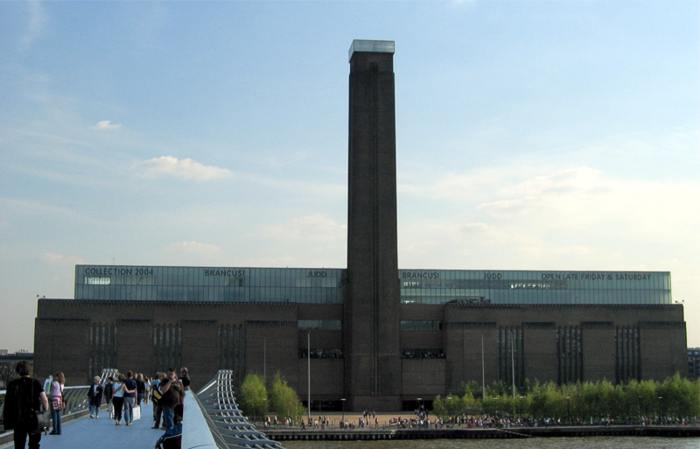
El Tate Modern

Alfonso Cuarón va decidir rodar algunes escenes a l'East End de Londres, un indret considerat com un «lloc totalment desproveït d'encís ». Es va inspirar per modificar la ciutat pròspera dels records del seu país d'origen: Mèxic. També va utilitzar els llocs més cèlebres de Londres com a Trafalgar Square, per exemple. Finalment, la Battersea Power Station va ser igualment remodelada sobre l'exemple del Tate Modern, el que va inspirar una comparació amb la pel·lícula El Desert Vermell de Michelangelo Antonioni (1964) Els efectes visuals han estat directament creats en la postproducció pels estudis Double Negative i Framestore CFC, ja que era l'únic mitjà d'aconseguir crear aquell medi segons el director.

## Recepció

### Box-office
La pel·lícula va costar 76 milions de dòlars i és considerat com un fracàs comercial amb els seus 69 milions de dòlars de recaptació, sabent que els estudis guanyen aproximadament un 55% d'aquesta suma (destacar que les vendes internacionals, les vendes de Dvd així com les difusions televisades són fonts remunerades no menyspreables). Heus aquí un quadre resumint alguns dels resultats registrats al box-office per país
La pel·lícula ha vist millorar el seu resultat gràcies al DVD, on ha aconseguit aproximadament 26 milions de dòlars, i allò només en la xarxa local americana

### Critiques
La pel·lícula ha estat globalment ben acollida per la crítica.
A Slate Magazine, es proclama «l'arribada d'un gran director» i de «dos dels plans-seqüència entre els més virtuosos mai vistos». A The New York Times, la pel·lícula és magníficament dirigida. A Film Journal International, Children of Man «una de les millors pel·lícules de l'any» Finalment, a The Independent, es felicita l'agudesa amb la qual Alfonso Cuarón fa el retrat de la Gran Bretanya, però es critica el caràcter ordinari del món futurista presentat.
Per accentuar aquesta reputació, nombrosos llocs web de referència en el cinema reuneixen excel·lents notes donades pels internautes a la pel·lícula, com a Internet Movie Database o Rotten Tomatoes.

### Premis i nominacions

#### Premis
- BAFTA a la millor fotografia (Emmanuel Lubezki)
- BAFTA a la millor direcció artística (Geoffrey Kirkland, Jim Clay i Jennifer Williams
- Festival Internacional de Cinema de Venècia 2006 :
  - Osella d'or a la millor contribució tècnica (Emmanuel Lubezki)
  - Premi de la Llanterna Màgica (Alfonso Cuarón)

Premi de la crítica
- Los Angeles Film Critics Association 2006: Premi a la millor fotografia (Emmanuel Lubezki)
- Chicago Film Critics Association 2006: Premi a la millor fotografia (Emmanuel Lubezki)
- National Society of Film Critics 2007: Premi a la millor fotografia (Emmanuel Lubezki)
- Vancouver Film Critics Circle 2007: Premi a la millor pel·lícula i al millor director (Alfonso Cuarón)
- Austin Film Critics Association 2007: Premi al millor director (Alfonso Cuarón) i al millor guió adaptat (Alfonso Cuarón)
- Online Film Critics Society 2007:
  - Premi al millor guió adaptat (Alfonso Cuarón, Timothy J. Sexton, David Arata, Mark Fergus i Hawk Ostby)
  - Premi a la millor fotografia (emmanuel Lubezki)

Premi d'associacions de professionals del cinema
- American Society of Cinematographers 2007: Premi per a Emmanuel Lubezki

#### Nominacions
- Oscars del cinema 2007:
  - Oscar al millor guió adaptat (Alfonso Cuarón, Timothy J. Sexton, David Arata, Mark Fergus i Hawk Ostby)
  - Oscar a la millor fotografia per Emmanuel Lubezki
  - Oscar al millor muntatge (Alfonso Cuarón i Alex Rodríguez
- Bafta 2007: Millors efectes especials (Frazer Churchill, Timothy Webber, Mike Eames i Paul Corbould)

Premi d'associacions de professionals del cinema
- Visual Effects Society :
  - Premi dels millors efectes visuals de l'any 2007 (Timothy Webber, Lucy Killick, Andy Kind i Craig Bardsley per a la seqüència del naixement)
  - Premi d'efectes millors visuals secundaris per a una pel·lícula 2007 (Lucy Killick, Frazer Churchill, Timothy Webber i Paul Corboul)